# Pachycarpus vexillaris
Pachycarpus vexillaris är en oleanderväxtart som beskrevs av Ernst Meyer. Pachycarpus vexillaris ingår i släktet Pachycarpus och familjen oleanderväxter. Inga underarter finns listade i Catalogue of Life.